# Kenella aliena
Kenella aliena är en mossdjursart som beskrevs av Gordon 1986. Kenella aliena ingår i släktet Kenella och familjen Flustridae. Inga underarter finns listade i Catalogue of Life.